# Сан Фратело
Сан Фратѐло (на италиански: San Fratello; на сицилиански: San Frateddu, Сан Фратеду, на местен диалект San Frareu, Сан Фрареу) е малко градче и община в Южна Италия, провинция Месина, автономен регион и остров Сицилия. Разположено е на 675 m надморска височина. Населението на общината е 3894 души (към 2012 г.).